# 코트니 바넷
코트니 멜바 바넷(Courtney Melba Barnett, 1987년 11월 3일 ~ )은 오스트레일리아의 싱어송라이터이다. 재치있고 자유분방한 가사와 천연덕스러운 목소리로 유명하다. 2015 ARIA 뮤직 어워드 최우수 여성음악인상 수상자이다.

## 유년 시절
코트니 멜바 바넷은 1987년 11월 3일 시드니의 노던 비치에서 태어났다. 16세 때 태즈메이니아 호바트로 이사한 뒤 태즈메이니아 대학교에서 수학했다. 20세가 되던 해 독립해 멜버른으로 떠났지만 여전히 호바트를 고향으로 여긴다. 미국의 록 음악을 들으며 자라났으며 호주의 음악가 대런 한런과 폴 켈리의 영향을 받았다.

## 음악 활동

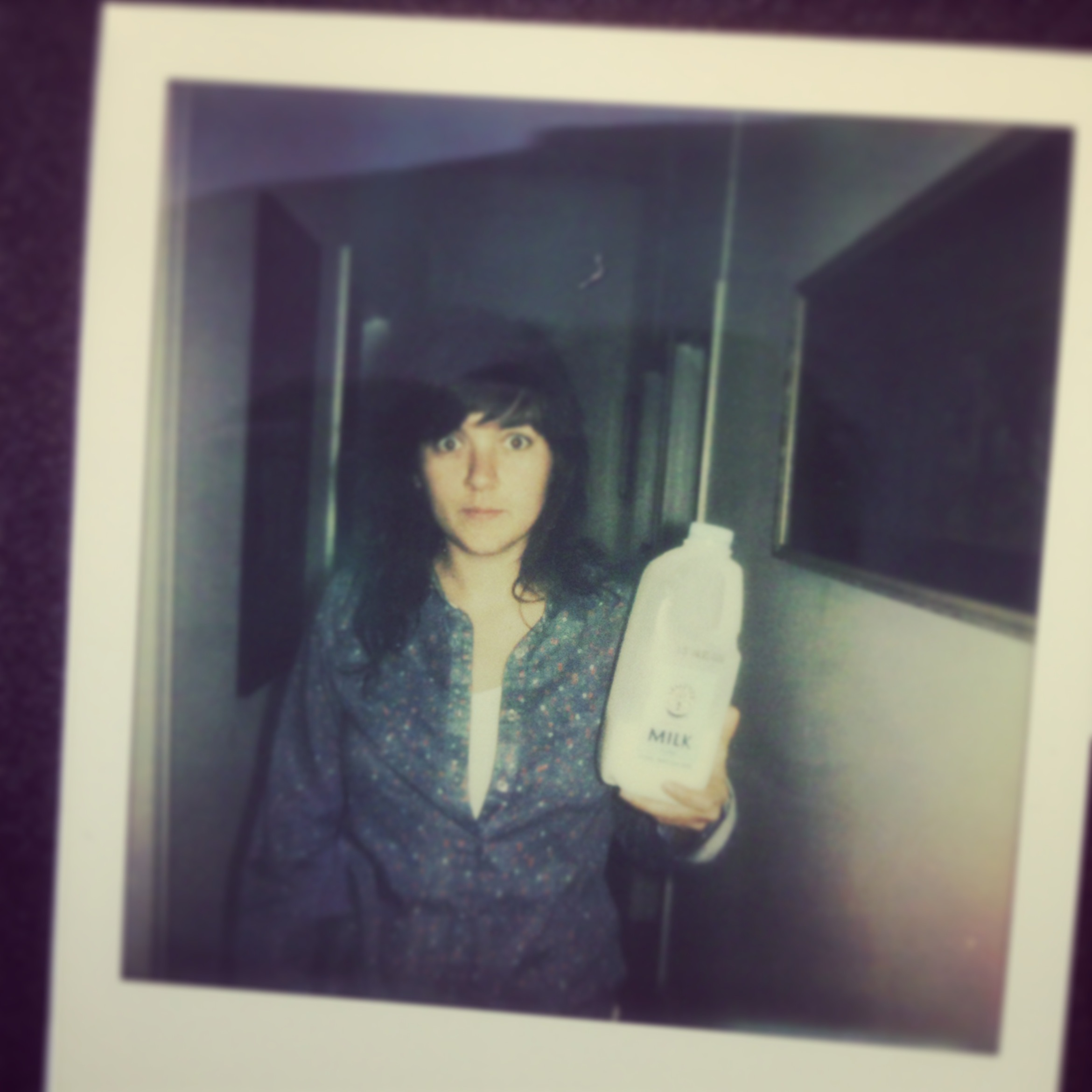
2013년의 모습

2010년부터 2011년까지 멜버른의 그런지 록 밴드 래피드 트랜싯(Rapid Transit)에서 기타리스트로 활동하며 카세트 형식으로 된 한 장의 셀프 타이틀 앨범을 발매했다. 이후 2013년까지 더 댄디 워홀스의 멤버 브렌트 드보어의 프로젝트 밴드 이미그랜트 유니언(Immigrant Union)의 멤버로 활동했다. 서브 보컬과 보조적인 기타 연주를 맡았으며 이미그랜트 유니언의 두 번째 스튜디오 앨범 Anyway에 참여하였다. 브렌트 드보어는 코트니 바넷의 첫 EP인 I've Got a Friend called Emily Ferris에서 드럼을 연주하기도 했다.
2013년 밀크! 레코드에서 발매한 젠 클로허의 세 번째 스튜디오 앨범 In Blood Memory의 녹음 작업에 리드 기타리스트로 참여했다. 바넷은 첫 EP 발매에 뒤이어 마라톤 아티스트(Marathon Artists)와 계약하게 된다. 2013년 8월, 마라톤 아티스트는 그의 첫번째 EP와 두번째 EP를 묶어 The Double EP: A Sea of Split Peas라는 이름으로 발매한다. 그 가운데 수록곡 Avant Gardener는 많은 나라에서 평단의 이목을 사로잡았다. Q 매거진은 Avant Gardener를 오늘의 곡에 선정했으며 피치포크는 최고의 신곡으로 추켜세웠다.
데뷔 앨범 Sometimes I Sit and Think, and Sometimes I Just Sit은 다양한 레이블을 통해 2015년 3월 23일 전세계에 동시 발매되었다. 더불어 영국, 유럽, 미국 및 오스트랄라시아에서 순회 공연을 가졌다. 앨범은 2015년 ARIA 뮤직 어워드에서 총 8개 부분에 후보로 지명되었고 4개 부분에서 수상하였다.
제 58회 그래미상에서 최고의 신인상 후보, 2016년 브릿 어워드에서 국제 여자 솔로 아티스트상 후보에 올랐다.
2017년 미국의 싱어송라이터 커트 바일과 함께 앨범 Lotta Sea Lice를 발표하였다.
2018년 5월 18일 두번째 앨범 Tell Me How You Really Feel이 발매될 예정이다.

## 장비와 연주 스타일
코트니 바넷은 왼손잡이이며, 그가 소유한 대부분의 기타는 왼손잡이용이다. 가끔 오른손잡이용 기타를 연주하기도 하나, 이를 선호하지는 않는다. 어쿠스틱 기타를 통해 연주하는 법을 배웠다. 피크의 소리를 마음에 들어하지 않아서 그만의 독창적인 핑거스타일 주법을 만들어냈다. 이는 후에 일렉트릭 기타를 연주할 때 적용하게 된다. 피크를 사용할 줄 알고 본인도 피크를 사용할 때 더 좋은 연주를 하는 것 같다고 인정했지만 피크 없이 자신의 손가락만으로 연주하는 것을 즐긴다. 엄지와 집게손가락 모두를 가볍게 퉁기며 리듬을 만들되 집게손가락은 피크를 쓸 때의 그것과 비슷하게 한다. 함께 연주하는 다른 뮤지션들이 튜닝에 변화를 줄 때에도 스탠다드 튜닝으로 연주하기를 좋아한다.
하모니 사의 H59로 녹음 및 라이브 공연을 진행하며 펜더 사의 텔레캐스터, 스트라토캐스터, 재규어 등을 연주한다. 풀톤 OCD 오버드라이브 페달, 자세히 알려지지 않은 값싼 딜레이 페달, 코러스 페달 등의 이펙터와 함께 펜더 핫 로드 데빌 및 디럭스 앰플리파이어를 사용한다.

## 보조 구성원
- 본스 슬론(Bones Sloan) – 베이시스트
- 데이브 머디(Dave Mudie) – 드러머
- 댄 러스콤(Dan Luscombe) – 리드 기타리스트

## 사생활
공개적인 동성애자이며 음악적 동료인 젠 클로허와 연인 관계를 맺고 있다. 두 싱어송라이터가 함께 작사한 Numbers는 둘의 관계에 대한 내용으로 채워졌다. 이외에도 Pickles from the Jar와 Dead Fox 같은 곡들은 둘의 사랑을 다룬다. 코트니 바넷은 젠 클로허가 그의 음악에 '항상 변치 않는 지대한 영향'을 준다고 언급했다.

## 음반 목록

### 정규 앨범
- Sometimes I Sit and Think, and Sometimes I Just Sit (2015)
- Lotta Sea Lice (2017, 커트 바일과 함께)
- Tell Me How You Really Feel (2018)

### EP
- I've Got a Friend Called Emily Ferris (2012)
- How to Carve a Carrot into a Rose (2013)
- The Double EP: A Sea of Split Peas (2014)